# Pierre Guichot
Pierre Guichot (Aureilhan, 16 febbraio 1963) è un ex schermidore francese, vincitore di una medaglia d'argento ed una di bronzo nella scherma ai giochi olimpici.